# Bulbostylis
Bulbostylis is een geslacht uit de cypergrassenfamilie (Cyperaceae). De soorten uit dit geslacht komen wereldwijd voor in overwegend (sub)tropische gebieden.

## Soorten
- Bulbostylis abbreviata (Lye) Lye
- Bulbostylis abortiva (Steud.) C.B.Clarke
- Bulbostylis acutespicata (Lye) Lye
- Bulbostylis afromicrocephala Lye
- Bulbostylis afroorientalis (Lye) R.W.Haines
- Bulbostylis albidostricta Veltjen & Goetgh.
- Bulbostylis amambayensis Barros
- Bulbostylis amazonica Prata & M.G.López
- Bulbostylis andongensis (Ridl.) C.B.Clarke
- Bulbostylis andringitrensis Cherm.
- Bulbostylis angolensis (C.B.Clarke) Larridon & Roalson
- Bulbostylis angustispicata (Lye) Verdc.
- Bulbostylis arcuata Kral
- Bulbostylis argenteobrunea C.B.Clarke
- Bulbostylis aspera M.G.López
- Bulbostylis asperula (Kunth) C.B.Clarke
- Bulbostylis atracuminata (Larridon, Reynders & Goetgh.) Larridon & Roalson
- Bulbostylis atrosanguinea (Boeckeler) C.B.Clarke
- Bulbostylis aturensis (Maury) C.B.Clarke
- Bulbostylis barbata (Rottb.) C.B.Clarke
- Bulbostylis basalis Fosberg
- Bulbostylis bathiei Cherm.
- Bulbostylis bodardii S.S.Hooper
- Bulbostylis boeckeleriana (Schweinf.) Beetle
- Bulbostylis boivinii C.B.Clarke ex Cherm.
- Bulbostylis boliviana Palla
- Bulbostylis bozumensis Cherm.
- Bulbostylis brevifolia Palla
- Bulbostylis briziformis (Hutch.) Larridon & Roalson
- Bulbostylis brunneoacuminata Larridon & Roalson
- Bulbostylis buchananii C.B.Clarke
- Bulbostylis bulbostyloides (S.S.Hooper) Larridon & Roalson
- Bulbostylis burbidgeae K.L.Wilson
- Bulbostylis burchellii (Ficalho & Hiern) C.B.Clarke
- Bulbostylis cangae C.S.Nunes & A.Gil
- Bulbostylis capillaris (L.) Kunth ex C.B.Clarke
- Bulbostylis capitata (Lye) Lye
- Bulbostylis capitulatoradiata Browning & Goetgh.
- Bulbostylis carajana Kral & M.T.Strong
- Bulbostylis cardiocarpoides Cherm.
- Bulbostylis ciliatifolia (Elliott) Fernald
- Bulbostylis cioniana (Pi.Savi) Lye
- Bulbostylis circinata (Kunth) C.B.Clarke
- Bulbostylis clarkeana Hutch. ex Bodard
- Bulbostylis coleotricha (Hochst. ex A.Rich.) C.B.Clarke
- Bulbostylis communis M.G.López & D.A.Simpson
- Bulbostylis comorensis C.B.Clarke
- Bulbostylis congolensis De Wild.
- Bulbostylis conifera (Kunth) Beetle
- Bulbostylis conostachya (Boeckeler) Beetle
- Bulbostylis consanguinea (Kunth) C.B.Clarke
- Bulbostylis conspicua (Boeckeler) H.Pfeiff.
- Bulbostylis contexta (Nees) Bodard
- Bulbostylis contracta (Kük. ex Osten) M.G.López & D.A.Simpson
- Bulbostylis craspedota Chiov.
- Bulbostylis cruciformis (Lye) R.W.Haines
- Bulbostylis cupricola Goetgh.
- Bulbostylis curassavica (Britton) Kük. & Ekman
- Bulbostylis cylindrica C.B.Clarke
- Bulbostylis decaryi Cherm.
- Bulbostylis decidua Prata & M.G.López
- Bulbostylis densa (Wall.) Hand.-Mazz.
- Bulbostylis densicaespitosa (Lye) R.W.Haines
- Bulbostylis densiflora (Lye) Lye
- Bulbostylis distichoides Lye
- Bulbostylis edwalliana (Boeckeler) Prata & M.G.López
- Bulbostylis elegantissima (Lye) R.W.Haines
- Bulbostylis eleocharoides Kral & M.T.Strong
- Bulbostylis emmerichiae T.Koyama
- Bulbostylis equitans (Kük.) Raymond
- Bulbostylis eustachii J.M.Black ex Eardley
- Bulbostylis fasciculata Uittien
- Bulbostylis festucoides (Poir.) C.B.Clarke
- Bulbostylis filamentosa (Vahl) C.B.Clarke
- Bulbostylis fimbriata (Nees) C.B.Clarke
- Bulbostylis fimbristyloides C.B.Clarke
- Bulbostylis firingalavensis Cherm.
- Bulbostylis flexuosa (Ridl.) Goetgh.
- Bulbostylis floccosa (Griseb.) C.B.Clarke
- Bulbostylis fluviatilis Kral & Davidse
- Bulbostylis funckii (Steud.) C.B.Clarke
- Bulbostylis fusiformis Goetgh.
- Bulbostylis glaberrima Kük.
- Bulbostylis graminifolia C.B.Clarke
- Bulbostylis guaglianoneae M.G.López
- Bulbostylis guineensis Cherm. ex Bodard
- Bulbostylis hensii (C.B.Clarke) R.W.Haines
- Bulbostylis heterostachya Cherm.
- Bulbostylis hispidula (Vahl) R.W.Haines
- Bulbostylis humilis (Kunth) C.B.Clarke
- Bulbostylis humpatensis Meneses
- Bulbostylis igneotonsa Raymond
- Bulbostylis jacobinae (Steud.) Lindm.
- Bulbostylis johnstonii C.B.Clarke
- Bulbostylis junciformis (Kunth) C.B.Clarke
- Bulbostylis juncoides (Vahl) Kük. ex Herter
- Bulbostylis kanongaensis Goetgh.
- Bulbostylis labillardierei (Steud.) Beetle
- Bulbostylis lacunosa (Lye) Lye
- Bulbostylis laeta C.B.Clarke
- Bulbostylis lagoensis (Boeckeler) Prata & M.G.López
- Bulbostylis lanata (Kunth) Lindm.
- Bulbostylis laniceps C.B.Clarke ex T.Durand & Schinz
- Bulbostylis lanifera (Boeckeler) Kük.
- Bulbostylis lateritica Cherm.
- Bulbostylis latifolia Kral & M.T.Strong
- Bulbostylis laxispicata (Lye) Lye
- Bulbostylis leiolepis (Kük.) R.W.Haines
- Bulbostylis leucostachya (Kunth) Kunth
- Bulbostylis lichtensteiniana (Kunth) C.B.Clarke
- Bulbostylis loefgrenii (Boeckeler) Prata & M.G.López
- Bulbostylis lolokweensis Verdc.
- Bulbostylis lombardii Kral & M.T.Strong
- Bulbostylis longiradiata Goetgh.
- Bulbostylis longispicata (Lye) Lye
- Bulbostylis macra (Ridl.) C.B.Clarke
- Bulbostylis macrostachya (Lye) R.W.Haines
- Bulbostylis mahafalensis Cherm.
- Bulbostylis major Palla
- Bulbostylis malawiensis (Lye) Lye
- Bulbostylis maritima Sunil, V.P.Prasad & Naveen Kum.
- Bulbostylis medusae Prata, Reynders & Goetgh.
- Bulbostylis melanocephala (Ridl.) C.B.Clarke
- Bulbostylis meruensis Verdc.
- Bulbostylis micans Lindm.
- Bulbostylis micranthera Cherm.
- Bulbostylis microcarpa (Lye) R.W.Haines
- Bulbostylis microelegans (Lye) R.W.Haines
- Bulbostylis micromucronata Goetgh.
- Bulbostylis microrotundata (Lye) Lye
- Bulbostylis minensis Prata & M.G.López
- Bulbostylis mlangoyajehenum Verdc.
- Bulbostylis moggii Schönland & Turrill
- Bulbostylis mucronata C.B.Clarke
- Bulbostylis multispiculata Cherm.
- Bulbostylis neglecta (Hemsl.) C.B.Clarke
- Bulbostylis nemoides Goetgh.
- Bulbostylis neocapitata Larridon & Roalson
- Bulbostylis nesiotica (I.M.Johnst.) Fernald
- Bulbostylis nesiotis (Hemsl.) C.B.Clarke
- Bulbostylis nudiuscula (Lye) Lye
- Bulbostylis oligostachys (Hochst. ex A.Rich.) C.B.Clarke
- Bulbostylis oritrephes (Ridl.) C.B.Clarke
- Bulbostylis ottonis (Boeckeler) Beetle
- Bulbostylis pachypoda Kral & M.T.Strong
- Bulbostylis pallescens (Lye) R.W.Haines
- Bulbostylis paradoxa (Spreng.) Lindm.
- Bulbostylis paraensis C.B.Clarke
- Bulbostylis parvinux C.B.Clarke
- Bulbostylis pauciflora (Liebm.) C.B.Clarke
- Bulbostylis perrieri Cherm.
- Bulbostylis pilosa (Willd.) Cherm.
- Bulbostylis pluricephala (Lye) Lye
- Bulbostylis pohliana (Boeckeler) Beetle
- Bulbostylis psammophila Cherm.
- Bulbostylis pseudocollina Cherm.
- Bulbostylis pseudojunciformis (Boeckeler) Beetle
- Bulbostylis pubescens (C.Presl) Svenson
- Bulbostylis pusilla (Hochst. ex A.Rich.) C.B.Clarke
- Bulbostylis pyriformis S.T.Blake
- Bulbostylis quaternella (Ridl.) Goetgh.
- Bulbostylis rarissima (Steud.) C.B.Clarke
- Bulbostylis raynalii (S.S.Hooper ex Larridon & Goetgh.) Larridon & Roalson
- Bulbostylis renschii (Boeckeler) C.B.Clarke
- Bulbostylis rhizomatosa (Lye) R.W.Haines
- Bulbostylis rotundata (Kük.) R.W.Haines
- Bulbostylis rufescens (Boeckeler) Beetle
- Bulbostylis rugosa M.G.López
- Bulbostylis rumokensis Cherm. ex Goetgh.
- Bulbostylis scabra (J.Presl & C.Presl) C.B.Clarke
- Bulbostylis scabricaulis Cherm.
- Bulbostylis schaffneri (Boeckeler) C.B.Clarke
- Bulbostylis schimperiana (Hochst. ex A.Rich.) C.B.Clarke
- Bulbostylis schlechteri C.B.Clarke
- Bulbostylis schoenoides (Kunth) C.B.Clarke
- Bulbostylis schomburgkiana (Steud.) M.T.Strong
- Bulbostylis scirpoides Kral & M.T.Strong
- Bulbostylis scrobiculata (Lye) Lye
- Bulbostylis sellowiana (Kunth) Palla
- Bulbostylis setacea (Griseb.) Svenson
- Bulbostylis smithii Barros
- Bulbostylis somaliensis Lye
- Bulbostylis sphaerocephala (Boeckeler) Lindm.
- Bulbostylis splendens M.T.Strong
- Bulbostylis squarrosa (Lye) Verdc.
- Bulbostylis stenocarpa Kük.
- Bulbostylis stenophylla (Elliott) C.B.Clarke
- Bulbostylis striata (Ruiz & Pav.) H.Pfeiff.
- Bulbostylis subaphylla C.B.Clarke
- Bulbostylis subsphaerocephala E.G.Camus
- Bulbostylis subspinescens C.B.Clarke
- Bulbostylis subtilis M.G.López
- Bulbostylis surinamensis Uittien
- Bulbostylis svensoniana Steyerm.
- Bulbostylis swamyi Govind.
- Bulbostylis tanzaniae (Lye) R.W.Haines
- Bulbostylis taylorii C.B.Clarke
- Bulbostylis tenella (Link) C.B.Clarke
- Bulbostylis tenerrima (Fisch. & C.A.Mey. ex Ledeb.) Palla
- Bulbostylis tenuifolia (Rudge) J.F.Macbr.
- Bulbostylis thouarsii (Roem. & Schult.) Lye ex Veldkamp & Verloove
- Bulbostylis tisserantii Cherm.
- Bulbostylis trabeculata C.B.Clarke
- Bulbostylis trichobasis (Baker) C.B.Clarke
- Bulbostylis trilobata Kral
- Bulbostylis trullata Goetgh.
- Bulbostylis truncata (Nees) M.T.Strong
- Bulbostylis tuerckheimii Urb.
- Bulbostylis turbinata S.T.Blake
- Bulbostylis ugandensis (Lye) R.W.Haines
- Bulbostylis vanderystii Cherm.
- Bulbostylis vestita (Kunth) C.B.Clarke
- Bulbostylis viguieri Cherm.
- Bulbostylis viridecarinata (De Wild.) Goetgh.
- Bulbostylis wanderleyana Prata & M.G.López
- Bulbostylis warei (Torr.) C.B.Clarke
- Bulbostylis wombaliensis (De Wild.) R.W.Haines
- Bulbostylis xerophila Cherm.

... · 
Blysmus · 
Bolboschoenus · 
Carex (Zegge) · 
Cladium · 
Cyperus (Cypergras) · 
Eleocharis (Waterbies) · 
Eleogiton · 
Eriophorum (Wollegras) · 
Isolepis · 
Rhynchospora · 
Schoenoplectus (Bies) · 
Schoenus · 
Scirpoides · 
Scirpus · 
Trichophorum · 
...